# Grekaj
Grekaj (makedonsky: Грекај, albánsky: Grekaj) je vesnice v Severní Makedonii. Nachází se v opštině Mavrovo a Rostuša v Položském regionu. 
Podle sčítání lidu z roku 2002 zde žije 20 obyvatel a všichni jsou albánského původu. 